# Шотландские огораживания

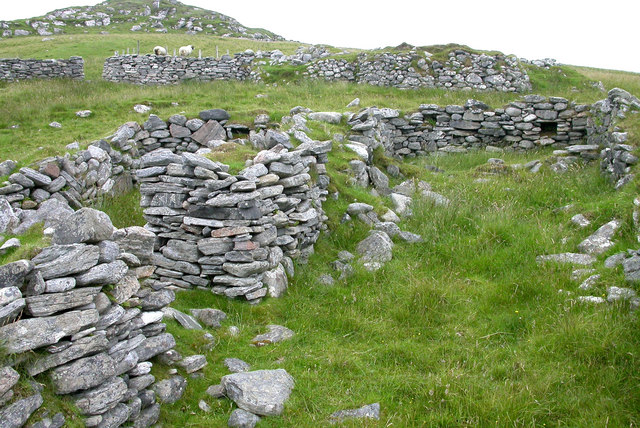
Руины крестьянских домов на острове Вуйя-Мор близ залива Лох-Рог. Остров был полностью очищен от жителей в 1841 г. и сейчас используется лишь как пастбище.

Огораживания начались в Шотландии существенно позже, чем в Англии, и протекали особенно драматично. Начиная с 1760-х гг. в течение целого столетия вожди кланов выселяли своих клиентов и арендаторов (по сути, мелких фермеров) из долин, пригодных для выпаса скота, на побережье, где им предлагалось освоить новые для себя ремёсла — рыбную ловлю и сбор водорослей.
Результатом депортации стало разрушение феодального уклада и традиционной клановой системы, а также массовая миграция горцев в Канаду и Австралию. Хотя аналогичные явления имели место по всей территории Великобритании в течение длительного времени, на территории Шотландского высокогорья их эффект был особенно драматичен ввиду запоздалости и поспешности, а также отсутствия в шотландском праве регламентации прав многолетних арендаторов земли, которые вместе с правом аренды зачастую теряли всё своё имущество.
В англоязычных источниках данные процессы эвфемистично именуются «очистками имений» горной и равнинной Шотландии (соответственно, Highland Clearances и Lowland Clearances). В гэльской традиции используется менее нейтральный термин «изгнание шотландцев» (гэльск. Fuadach nan Gàidheal). В марксистской традиции (представленной во многих русскоязычных источниках) данное явление рассматривается в рамках общего для Британских островов процесса огораживания.

## Причины и методы

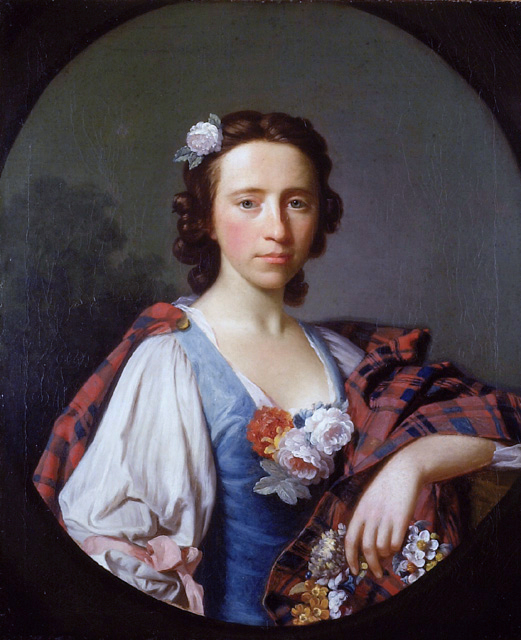
Якобитское семейство Флоры Макдональд из прослойки тексменов уехало в 1774 году в Каролину

В наследство от Средних веков Шотландии досталась клановая система, основанная на институте патроната и на фикции кровного родства между членами клана. Как и в других традиционных обществах, отношения патрона и клиента предполагали, что землевладелец оказывает покровительство крестьянам, а те верно служат ему в военное время. Пресечение якобитских волнений первой половины XVIII века требовало от правительства демилитаризации Шотландии, а вместе с ним утрачивали смысл военные связи патронов и клиентов. Тем самым были созданы условия для разложения клановой системы.
Другим фактором был неуклонный рост населения высокогорья и близлежащих островов. Суровые климатические условия северных областей Шотландии мало способствуют развитию сельского хозяйства. По мере перенаселения многие общины оказывались не способны прокормить себя привычными способами.
После официального объединения Шотландии и Англии в 1707 году шотландские аристократы, до того обособленно жившие в своих замках, стали интегрироваться с элитой английского общества и перебираться в столицу. В течение XVIII века главы кланов постепенно перенимают образ жизни своих южных собратьев. Поскольку северные земли были менее плодородны и, соответственно, приносили их владельцам существенно меньший доход, для поддержания подобающего их статусу образа жизни шотландские лорды были вынуждены входить в долги. Резкий рост цен (и соответственно, расходов) в годы континентальной блокады 1806-14 гг. поставил их на грань полного разорения.
В качестве решения своих финансовых проблем многим землевладельцам виделась передача земель под выпас овец. Появление новых пород овец, приспособленных к суровым условиям высокогорья, привлекло в Шотландию множество дельцов-скотоводов. Пользуясь тем, что правовой статус рядовых фермеров не был чётко определён, капиталисты убеждали землевладельцев «очистить» свои имения от крестьян и переселить их на морское побережье, а  «очищенные» таким образом территории превращали в пастбища. Заброшенные поселения и хутора сжигались. Овечью шерсть продавали на фабрики Манчестера и Бирмингема. Особенно агрессивную политику в отношении арендаторов проводили герцог Сазерленд и его жена Елизавета. 
Хотя выселение горных деревень велось насильственными методами, случаев крупных волнений практически неизвестно. Подобно своим предкам, фермеры рассматривали главу клана как родича и не знали, что противопоставить его требованиям. При появлении представителей правопорядка протесты, как правило, рассеивались сами собой.
Когда в середине XIX века овцеводство оказалось недостаточно доходным и не оправдало возложенных на него надежд, аристократы стали превращать обезлюдевшие пастбища в охотничьи парки. Как едко замечает (в «Капитале») Карл Маркс, в результате политики огораживания шотландская глубинка превратилась в пустыню:

Как известно, в Англии нет настоящих лесов. Дикий олень, обитающий в парках аристократов, является уже как бы домашним животным, жирным, как лондонские олдермены. Шотландия представляет собой последнее убежище этой «благородной страсти». <…> Овцы изгоняются дикими животными, подобно тому как раньше изгонялись люди, чтобы очистить место для овец… Вы можете пройти от поместий графа Далхузи в Форфаршире вплоть до Джон-о’Гротс, не выходя из леса. Во многих [из этих лесов] давно уже живут лисицы, дикие кошки, куницы, хорьки, ласки и альпийские зайцы; кролики же, белки и крысы появились там лишь в последнее время. Огромные земельные площади, фигурирующие в шотландской статистике как необычайно богатые и обширные луга, не подвергаются теперь никакой обработке и улучшениям и служат исключительно охотничьей забаве немногих лиц, — забаве, продолжающейся лишь несколько дней в году.
|                                            |  |                                               |  |                   |
| Отплытие семейства горцев в Новую Зеландию |  | В обезлюдевших долинах горцев сменили овцы... |  | ...а потом олени. |

## Судьба переселенцев
В приморских деревнях дешёвые рабочие руки переселенцев использовались для сбора водорослей, из пепла которых получали щелочь. Этот рынок был искусственно создан во время континентальной блокады, когда в Британию прекратился ввоз товаров из других стран. После отмены эмбарго в 1813 году спрос на отечественную щелочь исчез, и многие тысячи переселенцев остались без работы. Чтобы прокормить себя, они вынуждены были эмигрировать в Канаду, а потом и в Австралию. Часто эмиграцию организовывали старейшины клана («тексмены»), которые обещали простому люду воссоздать в Новом свете традиционный клановый уклад.
Ситуация стала критической в 1846 году, когда из-за нескольких лет неурожая картофеля в Ирландии и Шотландии начался голод. Шотландцы в сельской местности на 10 лет лишились основного (самого дешёвого и доступного) источника пропитания. За это время страну покинули не менее миллиона человек. В период между переписями 1841 и 1861 гг. население Гебридских островов, к примеру, сократилось на три четверти. По некоторым подсчетам, в заокеанских колониях конца XIX века жило больше шотландских горцев, чем в самой Шотландии, а на канадском острове Кейп-Бретон до сих пор говорят на гэльском наречии.
Огораживание привело к перетоку населения из горных долин не только в колонии, но и в низинную Шотландию. Перепись Вебстера в 1755 году показала, что большинство населения Шотландии живёт к северу от реки Тей. После огораживания доля северян в населении Шотландии сократилась до 4 %.

## Вмешательство правительства

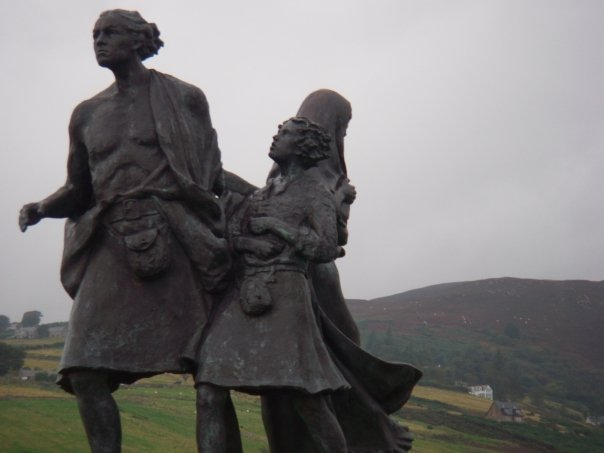
Памятник переселенцам у подножия горы в Хелмсдейле

Сам факт депортации и её масштабы долгое время замалчивались. Лондонская пресса ничего не писала о происходящем. Лишь в 1870-е гг. Либеральная партия и правительство Гладстона, начав наступление на права землевладельцев в разных уголках Британии, посчитали необходимым привлечь внимание и к событиям на севере. К началу 1880-х относится открытый конфликт шотландских фермеров с землевладельцами (т.н. Фермерская война): фермеры отказывались вносить арендную плату, оккупировали пастбища и охотничьи парки, именуемые «оленьими лесами». 
Гладстон поручил шотландскому лорду Нейпиру разобраться в причинах волнений. Комиссия Нейпира несколько лет опрашивала арендаторов, обнаружила множество злоупотреблений и заключила, что права фермеров юридически не защищены. На выборах 1885 года горные области Шотландии провели в парламент пять кандидатов из партии, представлявшей интересы фермеров, и через год был принят закон о правах шотландских фермеров, который подвёл черту под эпохой огораживаний.

## Память об огораживании
С тех пор, как в 1883 г. Александр Маккензи опубликовал первый исторический труд об «очистке высокогорья», по поводу оценки этого явления в публицистике и историографии было сломано немало копий. Современные шотландские националисты часто пишут об «очистке» как о целенаправленной депортации горцев и своего рода этнической чистке (хотя, в отличие от этнических чисток, сгоняемые с насиженных мест шотландцы не замещались иными этническими группами).
Депутаты шотландского парламента неоднократно предлагали заменить колоссальную статую герцога Сазерленда в местечке Ben Bhraggie близ Голспи мемориалом в память о депортированных. В 2011 г. неизвестные пытались самовольно демонтировать статую.